# اتهام واهی
اتهام واهی، اتهام (به انگلیسی: False accusation) یک ادعا یا ادعای تخلف است که نادرست است و/یا به‌طور دیگری توسط حقایق تأیید نشده‌است. اتهام نادرست به عنوان اتهام بی‌اساس یا اتهام بی‌پایه نیز شناخته می‌شوند. آنها می‌توانند در هر یک از زمینه‌های زیر رخ دهند:
- به‌طور غیررسمی در زندگی روزمره
- به صورت شبه قضایی
- نظام دادگستری[۲]